# KeKe Wyatt
Ketara Shavon "Keke" Wyatt (född 10 mars 1982 i Indianapolis, Indiana) är en amerikansk guld-säljande R&B-sångerska, låtskrivare och skådespelare.
År 2001 debuterade Wyatt som gästartist på Avants singel "My First Love" låten ledde till ett skivkontrakt med MCA Records Sångerskan spelade in ett debutalbum under en period på två veckor. Skivans ledande singel "Used to Love" gick under radarn för de flesta och tog sig enbart till en 65:e plats på USA:s R&B-lista Hot R&B/Hip-Hop Songs. Keke Wyatts debutalbum Soul Sista släpptes den 13 november samma år. Skivan sålde över 500.000 exemplar och klättrade till en 5:e plats på USA:s R&B-lista Top R&B/Hip-Hop Albums. Albumet certifierades senare med guldstatus av RIAA (Recording Industry Association of America) och sålde över 1 miljon kopior internationellt. Den andra singeln från Soul Sista; "Nothing In This World", hade större framgång än tidigare singel. Låten nådde en fjärdeplats på R&B-marknaden och tog sig till en 27:e plats på Billboard Hot 100. På juldagen år 2001 knivhögg Wyatt sin make och manager Rahmat Morton i självförsvar för att undvika att bli svårt misshandlad. Följande år riskerade sångerskan att få en fängelsedom på tolv år men Morton tog tillbaka sina anklagelser. Wyatt fortsatte sitt äktenskap med Morton trots återkommande misshandel. År 2005 förblev sångerskans andra studioalbum Emotional Rollercoaster outgivet eftersom skivans första singel, "Put Your Hands On Me", misslyckades att ta sig in på några singellistor. År 2006 skrev Keke Wyatt på för TVT Records. Hon spelade in ett nytt album vid namn Ghetto Rose men skivan förblev, liksom sin föregångare, outgiven då TVT Records gick i konkurs.
År 2009 meddelade Wyatt att hon lämnat Rahmat Morton. Följande år släpptes Who Knew?, hennes första album på nio år. År 2011 kom uppföljaren Unbelievable. 

## Diskografi
Studioalbum
- 2001: Soul Sista
- 2010: Who Knew?
- 2011: Unbelievable